# Sophie von Dönhoff
Sophie Friederike Juliane von Dönhoff (17 de octubre de 1768 - 28 de enero de 1838) fue una dama de compañía alemana que se convirtió en bígama al contraer matrimonio morganático con el rey Federico Guillermo II de Prusia, que ya estaba casado. Fue nombrada dama de honor de la reina prusiana, Federica Luisa de Hesse-Darmstadt en 1789; al año siguiente, el 11 de abril de 1790, se casó con Federico en el Palacio de Charlottenburg. 
Es descrita como una talentosa pianista y cantante y era admirada por su atractiva figura. Sophie intentó influir a Federico contra Wilhelmine von Lichtenau y Bischoff Werder, pero este le advirtió que no se inmiscuyera en actividades políticas; la pareja se separó en 1792. En 1805, Sophie compró una granja a la que dedicaría el resto de su vida.